# Разинов, Валентин Михайлович
Валенти́н Миха́йлович Ра́зинов (12 сентября 1909, Лёвкино, Притыкинская волость, Яранский уезд, Вятская губерния, Российская империя — 22 мая 1980, Йошкар-Ола, Марийская АССР, РСФСР, СССР) — советский военный деятель. Участник Великой Отечественной войны и советско-японской войны — командир дивизиона 452-го миномётного полка 55-й отдельной миномётной бригады 1-й отдельной Краснознамённой армии, капитан. Подполковник (1951). Кавалер ордена Ленина (1956). Член ВКП(б) с 1932 года.

## Биография
Родился 12 сентября 1909 года в дер. Лёвкино ныне Санчурского района Кировской области.
В 1927 году приехал в Марийскую автономную область: работал кузнецом в Йошкар-Оле и с. Суслонгер Звениговского района.
В 1931 году призван в РККА. В 1932 году вступил в ВКП(б). В 1936 году окончил 2 Киевскую артиллерийскую школу, служил на Дальнем Востоке.
Участник Великой Отечественной войны и советско-японской войны: командир дивизиона 452-го миномётного полка 55-й отдельной миномётной бригады 1-й отдельной Краснознамённой армии, капитан.
Окончил Высшие офицерские курсы командного состава РККА. С 1951 года в Прикарпатье: командир дивизиона, подполковник. Демобилизовался в 1956 году.
После увольнения в запас заведовал баней № 4 в Йошкар-Оле.
Награждён орденами Ленина, Красного Знамени, Отечественной войны I и II степени, Красной Звезды и медалями.
Скончался 22 мая 1980 года в Йошкар-Оле.

## Военные награды
- Орден Ленина (30.12.1956)[4]
- Орден Красного Знамени (20.04.1953)[4]
- Орден Отечественной войны I степени (09.08.1945)[4][5]
- Орден Красной Звезды (30.04.1947)[4]
- Медаль «За боевые заслуги» (03.11.1944)[4][6]
- Медаль «За победу над Японией» (30.09.1945)[4]
- Медаль «Двадцать лет Победы в Великой Отечественной войне 1941—1945 гг.»[4]
- Медаль «За воинскую доблесть. В ознаменование 100-летия со дня рождения Владимира Ильича Ленина»[4]